# Santa Marcela
Santa Marcela est une municipalité de la province d’Apayao, aux Philippines.